# Melchior Treub
Melchior Treub (Voorschoten, 26 de dezembro de 1851 — Saint-Raphaël, 3 de outubro de 1910) foi um botânico neerlandês.